# Troia (filme)
Troy (bra/prt: Troia) é um filme épico britano-malto-estadunidense de 2004, dirigido por Wolfgang Petersen, com roteiro de David Benioff baseado no poema épico Ilíada, de Homero, sobre a Guerra de Troia. O filme apresenta um elenco liderado por Brad Pitt, Eric Bana e Orlando Bloom. Sua narração é vagamente baseada na totalidade da guerra de uma década, que é condensada em pouco mais de duas semanas, em vez de apenas a briga entre Aquiles e Agamenon no nono ano. Aquiles lidera seus mirmidões junto com o resto do exército grego invadindo a histórica cidade de Troia, defendida pelo exército troiano de Heitor. O final do filme (o saque de Troia) não é tirado da Ilíada, mas sim da Posthomerica de Quinto de Esmirna, pois a Ilíada termina com a morte e o funeral de Heitor.
Troy faturou mais de US$ 497 milhões em todo o mundo, tornando-se o 60º filme de maior bilheteria na época de seu lançamento. No entanto, recebeu críticas mistas, com críticos elogiando seu valor de entretenimento e o desempenho de Pitt, mas criticando sua história e infidelidade à própria Ilíada. Ele recebeu uma indicação para Melhor Figurino no 77º Oscar e foi o oitavo filme de maior bilheteria de 2004.

## Sinopse
Em 1193 a.C., o príncipe Páris provocou uma guerra contra Troia ao afastar Helena de seu marido, Menelau. Tem então início uma sangrenta batalha que dura uma década. A esperança do rei Príamo de Troia em vencer a guerra está nas mãos de seus filhos, Heitor que é um grande guerreiro e comanda o exército e de Páris, o mais jovem. Também contam com a forma estratégica como a cidade-estado foi construída, tendo suas muralhas quase intransponíveis pelos adversários. Aquiles, o maior herói da Grécia Antiga em sua época não queria ir pra guerra. Mas seguindo conselhos de sua mãe e instigado por Odisseu, luta ao lado de Menelau. Junto aos seus guerreiros, chamados Mirmidões, está seu primo Pátroclo (que na verdade é seu amigo), mas tem bastante semelhança física com ele. Pode-se dizer que esse jovem teve uma participação muito interessante na história, quando passando-se por Aquiles leva os guerreiros pra uma luta contra os homens de Heitor que o mata. A perda do primo enfureceu Aquiles, que na busca de vingança, desafia Heitor e o mata. No mais segue de acordo com a Ilíada, a construção do cavalo que é levado pra dentro da cidade como um presente de Poseidon, e na verdade é uma grande cilada pois vários soldados estão escondidos em seu interior. São eles que matam os vigias e abrem os portões para a entrada do exército de Menelau.

## Elenco

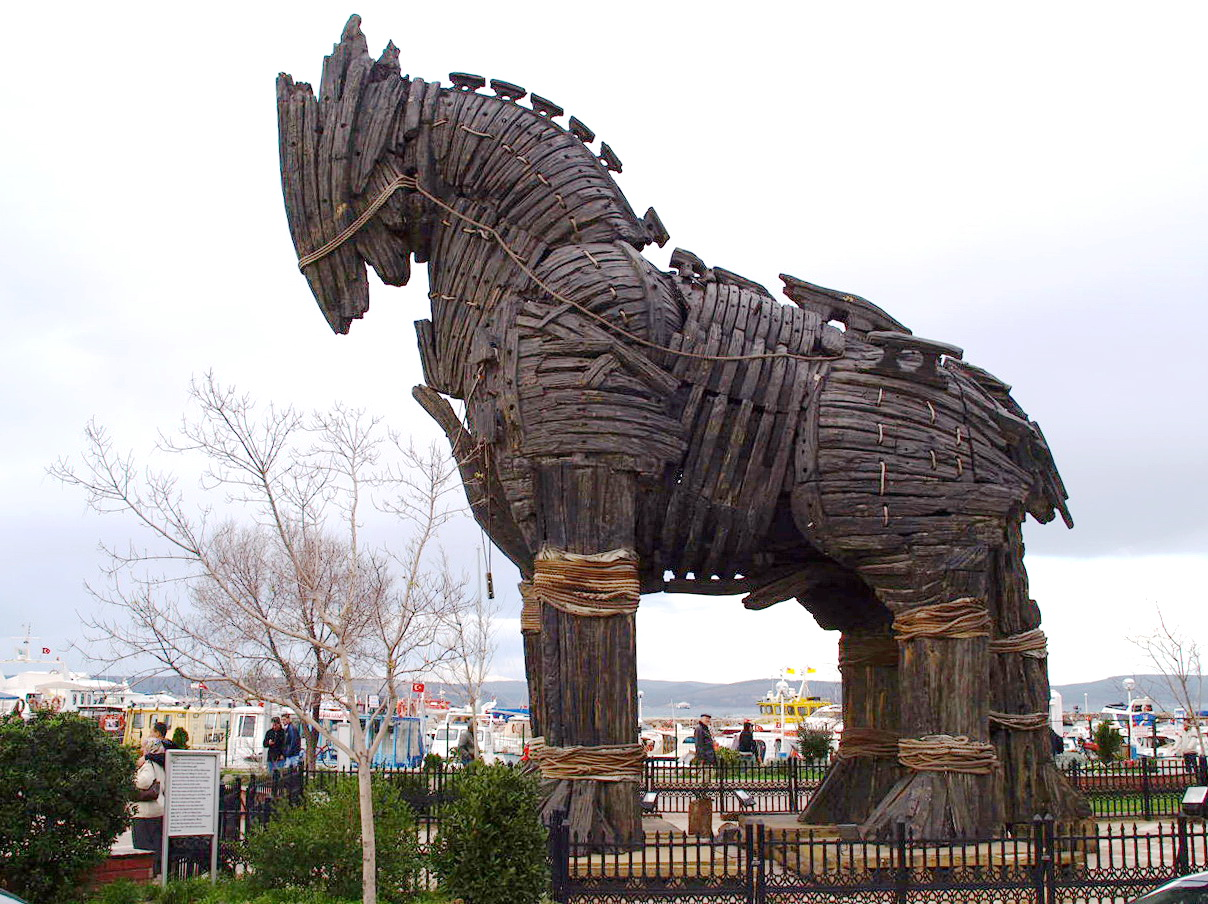
O cavalo de madeira do filme presenteado por Brad Pitt para a cidade de Chanacale, na Turquia.

- Brad Pitt como Aquiles
- Eric Bana como Heitor
- Orlando Bloom como Páris
- Diane Kruger como Helena de Troia
- Sean Bean como Odisseu
- Brian Cox como Agamemnon
- Peter O'Toole como Príamo
- Brendan Gleeson como Menelau
- Saffron Burrows como Andrômaca
- Rose Byrne como Briseis
- Julie Christie como Tétis
- Garrett Hedlund como Pátroclo
- Vincent Regan como Eudorus
- James Cosmo como General Glauco
- Tyler Mane como Ájax
- Jacob Smith como mensageiro

## Prêmios e indicações
| Prêmio     | Categoria       | Recipiente   | Resultado |
| ---------- | --------------- | ------------ | --------- |
| Oscar 2005 | Melhor figurino | Bob Ringwood | Indicado  |

## Produção
O filme foi produzido pelos estúdios Warner Bros., Village Roadshow Pictures, Plan B Films e Radiant Productions por unidades em Malta, México e Shepperton Studios da Grã-Bretanha; e distribuído pela Warner Bros. O roteiro é de David Benioff; a música de James Horner; a fotografia de Roger Pratt; o desenho de produção de Nigel Phelps; a direção de arte de Julian Ashby, Jon Billington, Andy Nicholson e Adam O'Neill; a edição de Peter Honess e os efeitos especiais de Cinesite Ltd.. Framestore CFC, Lola e The Moving Picture Company.